# Gerbéviller
Gerbéviller é uma comuna francesa na região administrativa do Grande Leste, no departamento de Meurthe-et-Moselle. Estende-se por uma área de 23.94 km², e possui 1.336 habitantes, segundo o censo de 2018, com uma densidade de 56 hab/km².